# Luke Martínez
Lucas Wayne Martínez Counts (Bismarck, 24 de agosto de 1990) es un jugador de baloncesto estadounidense con nacionalidad mexicana que pertenece a la plantilla de Capitanes de Ciudad de México de la NBA G League. Mide 1,93 de estatura y juega en la posición de escolta.

## Trayectoria deportiva
Es un jugador que puede alternar las posiciones de alero y escolta formado en Williston State y los Wyoming Cowboys desde 2011-13. Durante la temporada 2012-13, Martínez promedió 14.5 puntos por partido con un 42.2 por ciento de tiros desde más allá del triple, 3.0 rebotes, 1.5 asistencias y 2.1 robos en 12 juegos. Terminó su carrera en Wyoming con 32 partidos en dobles figuras, incluyendo seis por encima de 20. Con 116 marcas de triples y 325 intentos, terminó décimo en la lista de los 10 mejores de todos los tiempos en Wyoming para esas dos categorías. No fue elegido en Draft de la NBA de 2013 por ningún equipo, y tras formar parte de los Reno Bighorns en la Liga de Desarrollo de la NBA, también jugaría en las ligas de México, Argentina y Venezuela.
En su primera etapa en el Soles de Mexicali, Luke ayudó al equipo mexicano en su segunda aparición consecutiva en la final del LNBP y fue galardonado con Latinbasket.com All-Mexican LNBP con el MVP. En 25 partidos, Martínez registró promedios de 12.8 puntos mientras que lanzó 41.4 por ciento de triples junto con 4.9 rebotes, 2.4 asistencias y 1.5 robos (quinto en la liga). Como miembro de Soles de Mexicali, Martínez participó en cuatro partidos de la Liga Américas y promedió 6.3 puntos, 1.5 asistencias y 1.3 robos en 17.3 minutos.
Durante la temporada 2015-16, con Soles de Mexicali jugó 21 partidos y promedió 12.0 puntos con un 47.5 por ciento de tiros desde larga distancia, registrando 5.4 rebotes, 2.2 asistencias y 1.5 robos de balón. En abril de 2016, se marchó a los Reno Bighorns de la NBA D-League, registrando 5.6 puntos con un 39.1 por ciento de tiros desde tres puntos en 12.4 minutos en 13 juegos. Se reincorporó a Soles para la final de LNBP.
En septiembre de 2016 ayudó a los venezolanos Guaros de Lara a ganar la Copa Intercontinental FIBA 2016. En tres juegos, Martínez promedió 10.3 puntos, 2.3 rebotes y 3.0 asistencias.
En octubre de 2016, Martínez apareció en cuatro juegos para la Asociación Atlética Quimsa de la Liga Nacional de Básquet en Argentina donde promedió 3.8 puntos y 4.8 rebotes en 12.0 minutos.
En verano de 2017, llega a Europa para jugar en Israel en las filas del Maccabi Haifa B.C. de la Ligat Winner firmando un contrato por dos temporadas.
En la temporada 2017-2018 consigue su primer título con los Soles de Mexicali al derrotar en la final a los Capitanes de la Ciudad de México.
En la temporada 2019-2020 es nombrado MVP de la Zona Oeste, y más tarde es nombrado el MVP de la Final, donde consigue nuevamente el título con los Soles de Mexicali al derrotar al vigente campeón Fuerza Regia de Monterrey.
En enero de 2021, empieza su travesía en la NBB de Brasil con el equipo Flamengo, con el que levantó en abril el Campeonato del BCL Américas FIBA tras vencer al Real Estelí de Nicaragua. En mayo de ese mismo año consigue de la Liga Nacional de Baloncesto, tras barrer la serie Final ante Sao Paulo.
En febrero de 2022 se corona con el Flamengo en la Copa Intercontinental FIBA 2022 al vencer en la final al Hereda San Pablo Burgos de España donde es nombrado el MVP.
En enero de 2024 es anunciado como refuerzo de Capitanes de Ciudad de México de la NBA G League.